# Hiroshi Kamiya
Hiroshi Kamiya (神谷 浩史 Kamiya Hiroshi?,  Matsudo, Prefectura de Chiba, 28 de enero de 1975) es un reconocido actor de voz y cantante japonés, afiliado a Aoni Production. Es conocido por sus papeles de Kusuo Saiki en Saiki Kusuo no Psi-nan, Seijūrō Akashi en Kuroko no Basket, Yuzuru Otonashi en Angel Beats!, Koyomi Araragi en la saga de Monogatari, Orihara Izaya en Durarara!!, Hiroomi Souma en Working!!, Levi Ackerman en Shingeki no Kyojin, Yato en Noragami y Trafalgar Law en One Piece, entre otros. Ha ganado un Seiyū Awards en la categoría de «Mejor actor de reparto» en su segunda edición, otro a «Mejor actor principal» y «Mejor personalidad» en la 3.ª edición y nuevamente otro a «Mejor personalidad» en la 9.ª edición. 
Kamiya también es anfitrión de un show de radio llamado Dear Girl ~Stories~, junto con el también actor de voz Daisuke Ono. Kamiya es uno de los actores de voz más populares de Japón, al haber ganado el premio a «Mayor recepción de votos" en los Seiyū Awards por cinco años sucesivos, además de conseguir el primer lugar en una encuesta de popularidad hecha por Charapedia en donde participaron más de 10,000 usuarios desde 2015 hasta 2018.

## Filmografía
Los papeles principales están en negrita.

### Anime
1992
- Kiteretsu Daihyakka como Akihiko Nonoka (segunda voz)

1994
- Chibi Maruko-chan como Hiroshi Takeda

1995
- Captain Tsubasa J como Hanji Urabe
- Mahou Shoujo Pretty Sammy como Makoto Mizushina

1996
- Dragon Ball GT como Poberu (cita de Pan), Ronge
- Slayers NEXT como Hombre A

1998
- DT Eightron como Ryou/Karuno
- Trigun como Zazie the Beast
- Master Keaton como Shinsuke Funase
- Yu-Gi-Oh! como Oficial
- Sorcerous Stabber Orphen como Estudiante B

1999
- Corrector Yui como Takashi Fuji
- Jibaku-kun como Kai
- Shūkan Storyland como Takuya

2001
- Noir como Dominic
- Beyblade como Sanguinex
- Offside como Katsuhiko Ibino
- Super GALS! Kotobuki Ran como Rei Otohata

2002
- Kanon como Kuze
- Psychic Academy como Zerodaimu Kyupura Pa Azaraku Vairu Rua Darugo
- Baby Baachan como Eiki Jinguuji
- Honoo no Mirage como Kojirou Date
- Wagamama Fairy Mirmo de Pon! como Takumi Kiryuu
- Digimon Frontier como Kouji Minamoto

2003
- Ultra Maniac como Tetsushi Kaji
- Zatch Bell! como Eita Kobozuka
- Green Green como Kenichi Hotta
- One Piece como Eddy
- Beyblade G Revolution como Garland
- Mugen Senki Portriss como Dua Carry
- Pokémon: Generación Avanzada como Hiromi

2004
- SD Gundam Force como Capitán Gundam
- Burn-Up Scramble como Persona maravillosa
- Gantz como Masanobu Hojou
- Diamond Daydreams como Minoru Jinguuji
- Agatha Christie no Meitantei Poirot to Marple como John
- Gantz 2nd Stage como Masanobu Hojou
- Bobobo como Yashinomi Man
- Ring ni Kakero como Takeshi Kawai
- Rockman.EXE Stream como Narcy Hide
- Sunabouzo como Makoto Kawazu
- Samurai Gun como Hebizo
- Tsukuyomi: Moon Phase como Kouhei Morioka

2005
- Damekko Dōbutsu como Peganosuke
- Pani Poni Dash! como Tsurugi Inugami, Nekogami-sama
- The Law of Ueki como Mario
- Cluster Edge como Rhodo Chrosite
- Honey and Clover como Yuuta Takemoto
- Tsubasa: RESERVoir CHRoNiCLE como Keefer
- Play Ball como Aiki

2006
- Crash B-Daman como Teruma Kamioka
- Rockman.EXE Beast como Hide Narcy
- Fate/stay night como Shinji Matou
- Ergo Proxy como Empleado de Oficina de Seguridad (Ep. 2)
- Gakuen Heaven como Kaoru Saionji
- Zegapain como Hayase Toya
- Princess Princess como Shuya Arisada
- Ring ni Kakero 1: Nichibei Kessen-hen como Takeshi Kawai
- Honey and Clover II como Yuuta Takemoto
- Sōten no Ken como Peter
- Ginga Tetsudo Monogatari: Eien e no Bunkiten como Klaus Von Meinster

2007
- Hidamari Sketch como Chokoyama
- Digimon Savers como Craniummon (Ep. 39-48)
- Nodame Cantabile como Tomohito Kimura
- El Cazador de la Bruja como Okama A
- Shinkyoku Sōkai Polyphonica como Phoron Tatara
- Kishin Taisen Gigantic Formula como Masahito Oghuro
- Sayonara Zetsubou Sensei como Nozomu Itoshiki, Mikoto Itoshiki
- Gintama como Robot N. 502
- Moonlight Mile 2nd Season: Touch Down como Mike
- Shion no Ō como Kobayashi
- Code-E como Adol Brinberg
- Mobile Suit Gundam 00 como Tieria Erde

2008
- Zoku Sayonara Zetsubou Sensei como Nozomu Itoshiki, Mikoto Itoshiki
- Macross F como Mikhail Blanc
- Monochrome Factor como Kengo Asamura
- Hidamari Sketch × 365 como Chokoyama
- Mission-E como Adol Brinberg
- Natsume Yuujinchou como Takashi Natsume
- Hakushaku to Yōsei como Paul Ferman
- Tytania como Louis Edmond Pages

2009
- Zoku Natsume Yuujinchou como Takashi Natsume
- One Piece como Trafalgar Law
- Saint Seiya The Lost Canvas[6] como Albafica de Piscis
- Shinkyoku Sōkai Polyphonica Crimson S como Phoron Tatara
- Zan Sayonara Zetsubou Sensei como Nozomu Itoshiki, Mikoto Itoshiki, Kōji Kumeta
- Bakemonogatari como Koyomi Araragi
- Kobato. como Takashi Doumoto

2010
- Durarara!! como Izaya Orihara
- Working!! como Hiroomi Sōma
- Angel Beats! como Yuzuru Otonashi
- Ring ni Kakero 1: Kage Dou-hen como Takeshi Kawai
- Arakawa Under the Bridge como Kou Ichinomiya
- Uragiri wa Boku no Namae o Shitteiru como Kuroto Hourai
- Nurarihyon no Mago como Senba
- Doubutsu Kankyou Kaigi como Dr. Rabi the Rabbit
- Arakawa Under the Bridge x Bridge como Kou Ichinomiya
- Togainu no Chi como Yukihito

2011
- Fractale como Collin
- Dragon Crisis! como Onyx
- Yondemasu yo, Azazel-san. como Beelzebub
- Ao no Exorcist como Mephisto Pheles
- Sekaiichi Hatsukoi como Yuu Yanase
- Natsume Yuujinchou San como Takashi Natsume
- Maji de Watashi ni Koishinasai! como Yamato Naoe
- Working'!! como Hiroomi Sōma
- Sekaiichi Hatsukoi 2 como Yuu Yanase

2012
- Brave 10 como Rokurou Unno
- Mobile Suit Gundam AGE como Zeheart Galette
- Natsume Yuujinchou Shi como Takashi Natsume
- Nisemonogatari como Koyomi Araragi
- Shirokuma Cafe como Pingüino
- Phi Brain: Kami no Puzzle - Orpheus Order-hen como Freecell
- Shining Hearts: Shiawase no Pan como Rick, Alvin
- Busou Shinki como Jindo
- Kuroko no Basket como Seijūrō Akashi
- Saint Seiya Omega como Shun de Andrómeda
- Ixion Saga DT como Erecpyle Dukakis
- Medaka Box Abnormal como Kei Munakata
- Nekomonogatari (Kuro) como Koyomi Araragi

2013
- Hakkenden: Touhou Hakken Ibun como Riou Satomi
- Maoyū Maō Yūsha como Seinen Shounin
- Otona Joshi no Anime Time como Yuusaku Kishida (Ep. 3 - Jinsei Best 10)
- Devil Survivor 2: The Animation como Hibiki Kuze
- Yondemasu yo, Azazel-san. Z como Beelzebub
- Shingeki no Kyojin como Levi Ackerman
- Karneval como Gareki
- Monogatari Series: Second Season como Koyomi Araragi
- Makai Ouji: Devils and Realist como Michael
- Hakkenden: Touhou Hakken Ibun 2 como Riou Satomi
- Brothers Conflict como Juli
- Phi Brain: Kami no Puzzle - Shukuteki! Rätsel-hen como Freecell
- Galilei Donna como Cicinho
- Kuroko no Basket 2 como Seijūrō Akashi

2014
- Wooser no Sono Higurashi: Kakusei-hen como Darth Wooser
- Hamatora como Art
- Noragami como Yato
- Diamond no Ace como Shunpei Sanada
- Kamigami no Asobi como Baldr Hringhorni
- Captain Earth como Arashi Teppei
- Break Blade como Zess
- Haikyuu!! como Ittetsu Takeda
- Hero Bank como Nagare Amano
- Re:␣Hamatora como Art
- Space Dandy como Johnny (Ep. 20)
- Sword Art Online II como Zexceed/Shigemura Tamotsu (Ep. 1)
- Hanamonogatari como Koyomi Araragi
- Fate/stay night: Unlimited Blade Works como Shinji Matou
- Tsukimonogatari como Koyomi Araragi

2015
- Durarara!!x2 Shou como Izaya Orihara
- Nanatsu no Taizai como Helbram (forma de hada)
- Kuroko no Basket 3 como Seijūrō Akashi
- Binan Koukou Chikyuu Bouei-bu LOVE! como Kinshirou Kusatsu
- Denpa Kyōshi como Jun'ichirō Kagami
- Diamond no Ace: Second Season como Shunpei Sanada
- Baby Steps como Alex O'Brian
- Wooser no Sono Higurashi: Mugen-hen como Darth Wooser
- Prison School como Kiyoshi Fujino
- Miss Monochrome: The Animation 2 como Ruu-chan
- Durarara!!x2 Ten como Izaya Orihara
- Working!!! como Hiroomi Sōma
- Sore ga Seiyuu! como Hiroshi Kamiya (él mismo) (Ep. 2, Ep.10)
- Noragami Aragoto como Yato
- Miss Monochrome: The Animation 3 como Ruu-chan
- Shingeki! Kyojin Chuugakkou como Levi Ackerman
- Osomatsu-san como Choromatsu Matsuno
- Haikyuu!! Second Season como Ittetsu Takeda
- Owarimonogatari como Koyomi Araragi, Seishirou Shishirui

2016
- Durarara!!x2 Ketsu como Izaya Orihara
- Phantasy Star Online 2: The Animation como Kasura
- Bungō Stray Dogs como Ranpo Edogawa
- Shin-chan como Buriburizaemon (segunda voz)
- Saiki Kusuo no Psi-nan como Kusuo Saiki
- Binan Koukou Chikyuu Bouei-bu LOVE! LOVE! como Kinshirou Kusatsu
- Servamp como Tsurugi Kamiya
- Natsume Yuujinchou Go como Takashi Natsume
- Haikyuu!!: Karasuno Koukou VS Shiratorizawa Gakuen Koukou como Ittetsu Takeda
- Fune wo Amu como Masashi Nishioka
- Bungō Stray Dogs 2 como Ranpo Edogawa

2017
- Ao no Exorcist: Kyoto Fujouou-hen como Mephisto Pheles
- ēlDLIVE como Victor Vega
- Shingeki no Kyojin Season 2 como Levi Ackerman
- Natsume Yuujinchou Roku como Takashi Natsume
- Konbini Kareshi como Natsu Asumi
- Owarimonogatari 2nd Season como Koyomi Araragi
- 18if como Akito Kaminaga
- Kujira no Kora wa Sajō ni Utau como Shuan
- Osomatsu-san 2 como Choromatsu Matsuno
- Itsudatte Bokura no Koi wa 10 cm Datta. como Yū Setoguchi

2018
- Micchiri Neko como Piyopiyo
- Saiki Kusuo no Psi-nan 2 como Kusuo Saiki
- Fate/Extra Last Encore como Shinji Matou
- Nanatsu no Taizai: Imashime no Fukkatsu como Helbram (forma de hada)
- Beatless como Ginga Watarai (Ep. 7)
- Inazuma Eleven: Ares no Tenbin como Haizaki Ryouhei
- Devils' Line como Takeshi Makimura
- Ginga Eiyuu Densetsu: Die Neue These - Kaikou como Andrew Fork
- Shingeki no Kyojin Season 3 como Levi Ackerman
- Muhyo to Rouji no Mahouritsu Soudan Jimusho como Madoka Soratsugu/Enchu
- Overlord III como Kyouhukou
- Shinya! Tensai Bakabon como Hiroshi Kamiya (él mismo)
- Kishuku Gakkou no Juliet como Scott Fold
- Inazuma Eleven: Orion no kokuin como Haizaki Ryouhei
- Karakuri Circus como Cupidea (Ep. 21)

2019
- Zoku Owarimonogatari como Koyomi Araragi
- GeGeGe no Kitarō como Rei Isurugi
- Carole & Tuesday como Tao
- Diamond no Ace: Act II como Shunpei Sanada
- Bungō Stray Dogs 3 como Ranpo Edogawa
- Shingeki no Kyojin Season 3 Parte 2 como Levi Ackerman
- Inazuma Eleven: Orion no Kokuin como Haizaki Ryouhei
- Africa no Salaryman como Caracal
- Nanatsu no Taizai: Kamigami no Gekirin como Helbram (forma de hada)
- Saiki Kusuo no Psi-nan: Saishidou-hen como Kusuo Saiki

2020
- Haikyuu!!: To the Top como Ittetsu Takeda
- Isekai Quartet 2 como Kyouhukou (Ep. 3)
- Kakushigoto como Kakushi Gotō
- Muhyo to Rouji no Mahouritsu Soudan Jimusho 2 como Madoka Soratsugu/Enchu
- Taiso Samurai como Ryūshō Liu
- Osomatsu-san 3 como Choromatsu Matsuno, Hiroshi Kamiya (él mismo)
- Shingeki no Kyojin: The Final Season como Levi Ackerman

2021
- Bungō Stray Dogs Wan! como Edogawa Ranpo
- Bakuten!! como Kōtarō Watari
- Skate-Leading☆Stars como Reo Shinozaki
- SSSS.Dynazenon como Jyuga
- Uramichi Oniisan como Uramichi Omota
- Shinigami Bocchan to Kuro Maid como Zain
- Fruits Basket: The Final como Dios del Zodiaco Chino
- Viajes Pokémon como Tsurugi
- Digimon Adventure (2020) como Strabimon
- Bonobono como Rosshi
- Sakugan como DJ K
- Tesla Note como Oliver Thornton
- Kaginado como Yuzuru Otonashi (Ep.12)

2022
- Shingeki no Kyojin: The Final Season Parte 2 como Levi Ackerman
- Kaginado Season 2 como Yuzuru Otonashi
- Kumichou Musume to Sewagakari como Mashiro Yuuri
- Blue Lock como Jinpachi Ego
- Urusei Yatsura (2022) como Ataru Moroboshi

2023
- Bungō Stray Dogs 4 como Ranpo Edogawa
- Shingeki no Kyojin: The Final Season Kanketsu-hen como Levi Ackerman
- MF Ghost como Michael Beckenbauer

2024
- Blue Lock como Jinpachi Ego
- My Hero Academia 7th Season como All for One (joven)

### Web Anime
2006
- Mobile Suit Gundam Seed C.E.73: Stargazer como Shams Couza

2010
- Starry☆Sky como Ryunosuke Miyaji

2012
- Pokemon Black and White 2: Introduction Movie como N

2014
- Shinrabanshou: Tenchi Shinmei no Shou como Mobius

2016
- Koyomimonogatari como Koyomi Araragi
- Shiritsu Liyon Gakuen como Riyon Sakuranomiya

2018
- Road to You: Kimi e to Tsuzuku Michi como Ryouta
- Emiya-san Chi no Kyou no Gohan como Shinji Matou

2020
- Tian Guan Ci Fu como Lian Xie

2021
- Gundam Breaker: Battlogue como Zeheart Galette

### OVA
1997
- Mahou Shoujo Pretty Sammy como Makoto Mizushina

2002
- I'll/CKBC como Hitonari Hiiragi
- Green Green como Kenichi Hotta

2005
- Iriya no Sora, UFO no Natsu como Kunihiro Suizenji
- Saint Seiya: Meiou Hades Meikai-hen como Orfeo de Lira
- Honey and Clover (OVA) como  Yuuta Takemoto

2006
- Cluster Edge Secret Episode como Rhodo Chrosite

2008
- Goku Sayonara Zetsubou Sensei como Nozomu Itoshiki, Kōji Kumeta

2009
- Saint Seiya The Lost Canvas como Albafica de Piscis
- Zan Sayonara Zetsubou Sensei Bangaichi como Nozomu Itoshiki, Kōji Kumeta
- Nodame Cantabile Paris-hen (OVA) como Tomohito Kimura

2010
- Kacho Mo Koi como Yukio Kumagai
- Model Suit Gunpla Builders Beginning G como Kouji Matsumoto
- Angel Beats: Stairway to Heaven como Yuzuru Otonashi
- Yondemasu yo, Azazel-san. (OVA) como Beelzebub

2011
- Carnival Phantasm como Shinji Matou

2013
- Mobile Suit Gundam AGE: Memory of Eden como Zeheart Galette
- Kuroko no Basket: Tip Off como Seijūrō Akashi
- Shingeki no Kyojin: Ilse no Techou como Levi Ackerman
- Senyuu. como Teufel Diabolos
- Natsume Yuujinchou: Nyanko-sensei to Hajimete no Otsukai como Takashi Natsume

2014
- Shingeki no Kyojin: Kuinaki Sentaku como Levi Ackerman
- Natsume Yuujinchou: Itsuka Yuki no Hi ni como Takashi Natsume
- Noragami (OVA) como Yato
- Zephyr como Kal

2015
- Angel Beats: Hell's Kitchen como Yuzuru Otonashi
- Haikyuu!!: Lev Genzan! como Ittetsu Takeda
- Noragami Aragoto (OVA) como Yato

2016
- Prison School: Mad Wax como Kiyoshi Fujino

2017
- Uchuu Senkan Yamato 2202 como Claus Keeman

### Películas
| Año  | Título                                                        | Papel                   |
| ---- | ------------------------------------------------------------- | ----------------------- |
| 2002 | Digimon Frontier: Ornismon Fukkatsu!!                         | Kouji Minamoto          |
| 2005 | Garasu no Usagi                                               | Tsuneo Ei               |
| 2008 | Bleach: Fade to Black - Kimi no na o yobu                     | Shizuku                 |
| 2009 | Macross F: Itsuwari no Utahime                                | Mikhail Blanc           |
| 2010 | Fate/stay night: Unlimited Blade Works                        | Shinji Matou            |
| 2010 | Mobile Suit Gundam 00 the Movie: Awakening of the Trailblazer | Tieria Erde             |
| 2010 | Inazuma Eleven: Saikyou Gundan Ogre Shuurai                   | Baddap Sleed            |
| 2010 | Break Blade                                                   | Zess                    |
| 2011 | Towa no Quon                                                  | Mitsuchi Quon           |
| 2011 | Macross F: Sayonara no Tsubasa                                | Mikhail Blanc           |
| 2011 | Ojiisan no Lamp                                               | Minosuke                |
| 2011 | Xi AVANT                                                      | Kaoru Takamura          |
| 2012 | Blood-C:The Last Dark                                         | Kuroto Mogari           |
| 2012 | Macross FB7: Ore no Uta wo Kike!                              | Mikhail Blanc           |
| 2012 | Fuse: Teppou Musume no Torimonochou                           | Makuwari                |
| 2014 | Shingeki no Kyojin: Guren no Yumiya                           | Levi Ackerman           |
| 2014 | Rakuen Tsuihou: Expelled from Paradise                        | Frontier Setter         |
| 2015 | Ao no Exorcist: La película                                   | Mephisto Pheles         |
| 2015 | Psycho-Pass: la película                                      | Nicholas Wong           |
| 2015 | Shingeki no Kyojin: Jiyuu no Tsubasa                          | Levi Ackerman           |
| 2015 | Haikyuu!: Owari to Hajimari                                   | Ittetsu Takeda          |
| 2015 | Haikyuu!: Shousha to Haisha                                   | Ittetsu Takeda          |
| 2015 | Fw:Hamatora                                                   | Art                     |
| 2016 | Kizumonogatari I: Tekketsu-hen                                | Koyomi Araragi          |
| 2016 | Dōkyūsei                                                      | Hikaru Kusakabe         |
| 2016 | Zutto Mae Kara Suki Deshita: Kokuhaku Jikkou Iinkai           | Yū Setoguchi            |
| 2016 | Kizumonogatari II: Nekketsu-hen                               | Koyomi Araragi          |
| 2016 | Kuroko no Basket: Winter Cup Soushuuhen                       | Seijūrō Akashi          |
| 2016 | Suki ni Naru Sono Shunkan wo.: Kokuhaku Jikkou Iinkai         | Yū Setoguchi            |
| 2017 | Kizumonogatari III: Reiketsu-hen                              | Koyomi Araragi          |
| 2017 | Kuroko no Basket: Last Game                                   | Seijūrō Akashi          |
| 2017 | Yoru wa Mijikashi Arukeyo Otome                               | Gakuensai Jimukyokuchou |
| 2017 | Fate/kaleid liner Prisma Illya: Sekka no Chikai               | Shinji Matou            |
| 2017 | Fate/stay night Heaven's Feel I: presage flower               | Shinji Matou            |
| 2018 | Bungō Stray Dogs: Dead Apple                                  | Ranpo Edogawa           |
| 2018 | Natsume Yūjinchou Utsusemi ni Musubu                          | Takashi Natsume         |
| 2018 | K: Seven Stories Episode 2 - Side:Blue ~Tenrou no Gotoku~     | Jin Habari              |
| 2018 | Fate/stay night Heaven's Feel II: Lost Butterfly              | Shinji Matou            |
| 2019 | Osomatsu-san: La película                                     | Choromatsu              |
| 2019 | Pokémon: Mewtwo Strikes Back: Evolution                       | Corey                   |
| 2021 | Natsume Yuujinchou: Ishi Okoshi to Ayashiki Raihousha         | Takashi Natsume         |
| 2021 | Cider no You ni Kotoba ga Wakiagaru                           | Koichi                  |
| 2021 | Kakushigoto: La película                                      | Kakushi Gotou           |
| 2022 | Dragon Ball Super: Super Hero                                 | Gamma #1                |
| 2024 | Ao no Exorcist: Shimane Illuminati-hen                        | Mephisto Pheles         |

### Videos promocionales
- Kakushigoto como Kakushi Gotou

### Videojuegos
1997
- Langrisser IV como McClaine
- Klonoa

1998
- Langrisser V: The End of Legend como McClaine

1999
- Black/Matrix AD como Abel
- Favorite Dear como Ryudrall Allgreen

2001
- Final Fantasy X como Gatta

2002
- Black/Matrix II como Reiji
- Generation of Chaos NEXT como Refire

2003
- Castlevania: Lament of Innocence como Joachim Armster
- Shirotsu Mesōwa: Episode of the Clover como Kurami Kōta
- Venus & Braves: Majo to Megami to Horobi no Yogen como Di

2004
- Black/Matrix 00
- Xenosaga Episode II como Canaan
- Kessen III como Azai Nagamasa, Nagayasu Miyoshi
- Minna no Golf Portable como Shin

2006
- .hack//G.U. como Comentador de la Arena
- Gunparade Orchestra como Iwasaki Nakatoshi
- Valkyrie Profile 2: Silmeria como Dallas, Kraad, Roland, Seluvia y Masato
- Xenosaga Episode III como Canaan

2007
- Fate/tiger colosseum como Shinji Matou
- Mobile Suit Gundam: MS Sensen 0079 como Alan Ailward
- Operation Darkness como Edward Kyle
- Shining Force EXA como Phillip
- Shining Wind como Shumari
- Warriors Orochi como Azai Nagamasa

2008
- Castlevania Judgment como Aeon
- Tales of Hearts como Chalcedony Arcome
- Macross Ace Frontie,r como Michael Blanc
- Mobile Suit Gundam 00 como Tieria Erde
- Mobile Suit Gundam 00: Gundam Meisters como Tieria Erde
- StreetGears como Rookie

2009
- Macross Ultimate Frontier como Michael Blanc
- Queens Blade Spiral of Chaos como Jean

2010
- Last Ranker como Zig
- Valkyria Chronicles II como Zeri
- Shining Hearts como Rick, Alvin

2011
- Final Fantasy Type-0 como Machina Kunagiri
- Final Promise Story como Wolf Stingray
- Black★Rock Shooter como Lilio (LLWO)

2012
- Kuroko no Basket Game of Miracles como Seijūrō Akashi
- Saint Seiya Omega Ultimate Cosmo como Andrómeda Shun
- Super Robot Taisen OG Saga: Masou Kishin II Revelation of Evil God como  Eran Xenosakis
- Genso Suikoden: Tsumugareshi Hyakunen no Toki como Protagonista
- Shining Blade como Rick

2013
- JoJo's Bizarre Adventure: All Star Battle como Rohan Kishibe
- Shin Megami Tensei IV como Jonathan, Kiyoharu
- Tales of Hearts R como Chalcedony Arcome
- One Piece: Pirate Warriors 2 como Trafalgar Law

2014
- Dengeki Bunko Fighting Climax como Izaya Orihara
- Hero Bank como Nagare Amano
- Hero Bank 2 como Nagare Amano

2015
- Saint Seiya: Soldiers' Soul como Orfeo de Lira
- JoJo's Bizarre Adventure: Eyes of Heaven como Rohan Kishibe
- Dragon Quest: Heroes como Terry

2016
- Attack on Titan: Wings of Freedom como Levi Ackerman
- Dragon Quest: Heroes II como Terry

2017
- Valkyria: Azure Revolution como Suleyman Kahlenberg
- Sousei no Onmyouji como Kamo Ayahito
- Astro Boy: Edge of Time como Black Jack
- Fire Emblem Echoes: Shadows of Valentia como Clive

2018
- Shining Resonance como Jenius
- Nanatsu no Taizai: Knights of Brittania como Helbram (forma de hada)
- Attack on Titan 2 como Levi Ackerman

2022
- Saint Seiya Awakening como  Albafica de Piscis

- Dragon Ball Z: Dokkan Battle como Gamma 1

2023
- Genshin Impact como Neuvillette

#### Novelas visuales
2000
- Kanon como Kuze

2001
- Green Green como Kenichi Hotta

2002
- Gakuen Heaven Boy's Love Scramble! como Kaoru Saionji (PS2/PSP)

2003
- One ~Sekai de Tada Hitori Boku no Kimi wa Hitori Dake~  como Rai Miyama

2004
- Fate/stay night como Shinji Matou

2005
- Gakuen Heaven Okawari! como Kaoru Saionji
- Fate/Hollow Ataraxia como Shinji Matou (PSVita)
- Hitotsu ya Monogatari como Ren

2006
- Piyotan: ~Housekeeper wa Cute na Tantei~ como Sei Takaya

2007
- Panic Palette como Hiroya Shirahara
- Dear My Sun!! ~Musuko Ikusei Capriccio~ como Masanobu Kira

2008
- Hoshizora no Comic Garden como Kojirou Kanzaki
- Monochrome Factor Cross Road como Kengo Asamura
- Real Rode como Dise

2009
- VitaminZ como Ruriya Tendo
- Starry☆Sky ~in Summer~ como Ryunosuke Miyaji
- Lucian Bee's: Resurrection Supernova como Nathan Bloodline
- STEAL! como Takayuki Kiryuu

2010
- Datenshi no Amai Yuuwaku X Kaikan Phrase como Kazuto Sakuma
- Love Root Zero KissKiss☆Labyrinth como Aphrodite
- Lucian Bee's Justice Yellow como Nathan Bloodline
- Fate/Extra como Shinji Matou
- Durarara!! 3-way Standoff como Izaya Orihara
- Togainu no Chi como Yukihito

2011
- Starry☆Sky ~After Summer~ como Ryunosuke Miyaji

2012
- Starry☆Sky ~After Winter~ como Ryunosuke Miyaji
- Brothers Conflict: Passion Pink como Juli
- Fate/stay night Réalta Nua como Shinji Matou
- Toki no Kizuna Sekigahara Kitan como Kazuya
- Tokyo Babel como Setsuna Tendō

2013
- VitaminZ Graduation como Ruriya Tendo
- Fate/Extra CCC como Shinji Matou
- Toki no Kizuna Hanayuitsuzuri como Kazuya
- Shingeki no Kyojin: Lost in the Cruel World como Levi Ackerman
- Makai Ouji: Devils and Realist -Dairi Ou no Hihou- como Michael
- Kamigami no Asobi: Ludere Deorum como Balder Hringhorni
- Shingeki no Kyojin: Kui Naki Sentaku como Levi Ackerman

2015
- ROOT∞REXX como Jin Asagiri
- Angel Beats! como Yuzuru Otonashi (Parcial)

2016
- Kamigami no Asobi InFinite como Balder Hringhorni

2017
- Osomatsu-san: Hesokuri Wars como Choromatsu Matsuno

Onmyoji: RPG ; Taishakuten 2021

### VOMIC
- Medaka Box como Zenkichi Hitoyoshi
- Aliens Area como Hajime Sharaku

### CD

#### Drama CD
- Ao no Exorcist: Money, money, money como Mephisto Pheles
- Bakemonogatari como Koyomi Araragi
- Barakamon como Kazuma Higashino
- Barajou no Kiss como Mitsuru Tenjou
- Bungō Stray Dogs como Edogawa Ranpo
- Doramatsu VOL.2 como Choromatsu Matsuno
- Doramatsu VOL.3 como Choromatsu Matsuno
- Gunparade Orchestra como Iwasaki Nakatoshi
- Hakushaku to Yōsei como Paul Ferman
- Hana to Akuma como Vivi
- Himegami-sama ni Negai wo como Haru (Abe Haruaki)
- Junketsu + Kareshi como Aki Kirito
- Kageshitsuji Marc Series como Marc
- Karneval como Gareki
- Kuranoa como Kago Yūichi
  - Kuranoa ~Hello Again~
  - Kuranoa ~yesterday once more~
  - Kuranoa ~another girl~
  - Kuranoa: Close to you
  - Kuranoa ~Cry no more, smile for me~
- 'CD Drama Levi x Eren
- Last Ranker como Zig
- Love♥Monster como Yuki Snow-White
- Magatama Kaden Miko Hime-sama to Sakura no Keiyaku como Kusanagi
- Maji de Watashi ni Koishinasai! como Yamato Naoe
- Maoyū Maō Yūsha como Seinen Shounin
- Mobile Suit Gundam 00 como Tieria Erde
  - Mobile Suit Gundam 00 Another Story: MISSION-2306
  - Mobile Suit Gundam 00 Another Story: Road to 2307
  - Mobile Suit Gundam 00 Another Story: COOPERATION-2312
  - Mobile Suit Gundam 00 Another Story: 4MONTH FOR 2312
- Monokuro Shounen Shoujo como Ukyo
- Ojou-sama Tokkyuu como Mochizuki Hatato
- Onii-chan to Issho como Takashi Miyashita
- Natsume Yūjin Chō como Takashi Natsume
- S・L・H como Minemitsu Yamashina
- Samurai Deeper Kyo como Mekira
- Satou-kun to Tanaka-san: The Blood Highschool como Satou
- Sengoku Strays como Narimasa Kuranosuke Sassa
- Sengoku Musou como Nagamasa Azai
- Shin Megami Tensei: Devil Survivor como Naoya
- Shin Megami Tensei: Persona 3 como Akinari Kamiki
- Shingeki no Kyojin Cleaning Battle como Levi Ackerman
- Shinobi Life como Rihito Iwatsuru
- Shiritsu Akihabara Gakuen como Touma Soichiro
- Shirokuma Cafe como Pingüino
- Shirumashi Pilgrim como Zeo
- Shitsuji-sama no Okiniiri como Iori Douke
- Starry☆Sky como Ryunosuke Miyaji
  - Starry☆Sky ~Scorpius~
  - Starry☆Sky ~in Summer~
  - Starry☆Sky ~Scorpio&Sagittarius~
- Suika Capítulo III como Yoshikazu Masaki
- Tenshi 1/2 Houteishiki como Kuromine Natsuya
- Tokimeki Memorial 2 como Watase Koichi
- Toki no Kizuna Sekigahara Kitan como Kazuya
  - Toki no Kizuna Sekigahara ~Sōdō~
  - Toki no Kizuna Sekigahara ~Kitan Densetsu no Kajitsu~
- Uragiri wa Boku no Namae o Shitteiru como Kuroto Hourai
- Watashi ga Motete Dōsunda como Hayato Shinomiya
- Wild Life como Hisataka Kurachi
- Working!! como Hiroomi Sōma

#### Boys LoveCDs
- Abareru Inu como Yuuji Tanimoto
- Ai de Kitsuku Shibaritai: Koi Yori Hageshiku como Ushio Igarashi
- Ai Kamoshirenai: Yamada Yugi Bamboo Selection CD 2 como Yanagi
- Ai to Jingi ni Ikiru no sa como Seiji Shinkai
- Benriya-san como Aki Kirigaya
- Doukyusei como Hikaru Kusakabe
- Eden wo Toukuhanarete como Tadanao Takahashi
  - Eden wo Toukuhanaret: ~Ryokuin no Rakuen~
- Eden wo Toukuhanarete: ~Setsunai Yoru no Rakuen~
- Egoist no Junai como Yukihito Hanamoto
- Gakuen Heaven como Kaoru Saionji
  - Gakuen Heaven: Mirai wa Kimi no Mono
  - Gakuen Heaven: Tsuyokina Ninensei
  - Gakuen Heaven: Welcome to Heaven!
  - Gakuen Heaven: Happy Paradise
- Hitorijime Theory como Wakamiya
- Isso mou, Kudokitai! como Mikuni
- Kachou no Koi como Yukio Kumagai
- Kakehiki no Recipe como Masato Aihara
- Kamisama no Ude no Naka como Ginger
- Kannou Shousetsuka wa Hatsujou-chuu♡ como Wakaba Miyano
- Kawaii Hito como Tomohiro Ikeuchi
- Kayashima shi no Yuugana Seikatsu como Koizumi
- Kishidou Club como Yuuki Sawamura
- Kodomo no Hitomi como Misaki Kashiwabara
- Koi dorobou o Sagase! como Mikari Kasugano
- Koi no Shizuku como Hajime Kikusui
- Koi ni Inochi o Kakeru no sa como  Seiji Shinkai
- Kotonoha no Hana como Kazuaki Yomura
  - Kotonoha no Hana: Kotonoha no Hana
  - Kotonoha no Hana: Kotonoha Biyori
  - Kotonoha no Hana: Kotonoha no Sekai
- Kuroi Ryuu wa Nido Chikau como Rashuri
- Migatte na Karyuudo como Satoshi Takase
- Milk Crown no Tameiki como Mitsuru Uchikawa
- Mimi o Sumaseba Kasukana Umi como Shoi Oosawa
- Missing Road: Sekai wo Koete Kimi o Yobu como Alandis
- N Dai Fuzoku Byōin Series 2 como Masahiko Sudo
- Osana na Jimi como Mitsuo Izawa
- Pretty Babies 1 & 2 como Kanata Fujino
- Rakuen no Uta 1 & 2 como Nachi Sasamoto
- Reload como Satoshi Jingu
- Renai Kyotei Nukegake Nashi! como Igarashi Masami
- Renai Sousa 1 & 2 como Kousuke Shiki
- S como Masaki Shiiba
  - S ~Kamiato~
  - S ~Rekka~
  - S ~Zankou~
- Saihate no Kimi e como Masaya
- Sanbyaku nen no Koi no Hatecomo- Kon
- Seikanji Series como Fuyuki Seikanji
  - Seikanji Series: Kono Tsumibukaki Yoru ni
  - Seikanji Series: Yogoto Mitsu wa Shitatarite
  - Seikanji Series: Setsunasa wa Yoru no Biyaku
  - Seikanji Series: Tsumi no Shitone mo Nureru Yoru
  - Seikanji Series: Owari Naki Yorunohate
- Sekaiichi Hatsukoi como Yuu Yanase
  - Sekaiichi Hatsukoi: Onodera Ritsu no Baai + Yoshino Chiaki no Baai
  - Sekaiichi Hatsukoi: Yoshino Chiaki no Baai + Onodera Ritsu no Baai
- Sentimental Garden Lover como Hiro
- Sex Pistols como Shima
- Shinayakana Netsujou como Omi Koyama
  - Shinayakana Netsujou: Shinayakana Netsujou
  - Shinayakana Netsujou: Sarasara
  - Shinayakana Netsujou: Junjo
  - Shinayakana Netsujou: Azayakana Renjo
  - Shinayakana Netsujou: Yasuraka na Yoru no tame no Guwa
  - Shinayakana Netsujou: Hanayakana Aijo
  - Shinayakana Netsujou: Taoyakana Shinjo
  - Shinayakana Netsujou Bangaihen - Papillon de Chocolat
- Slavers como Yoshihiro Hayase
  - Slavers: Slaver's Lover Zenpen
  - Slavers: Slaver's Lover Kouhen
  - Slavers: Freezing Eye
- Sokubaku no Aria como Shiki Fujimoto
- Sono Yubi Dake ga Shitte Iru como Masanobu Asaka
  - Sono Yubi Dake ga Shitte Iru: Hidarite wa Kare no Yume o Miru
  - Sono Yubi Dake ga Shitte Iru: Kusuri Yubi wa Chinmoku Suru
- Sora to Hara como Hikaru Kusakabe
- Sotsugyousei  como Hikaru Kusakabe
- Steal! como Takayuki Kiryuu
  - Steal!: 1st Mission
  - Steal!: 2nd Mission
  - Steal!: Koisuru Valentine - Part 1
  - Steal!: Aisare White Day - Part 2
- Subete wa Kono Yoru ni como Satoru Kaji
- Super Lovers como Kaidou Ren
- Tsumi no Shitone mo Nureru Yoru como Seikanji Fuyuki
- Unison como Shuiichi Nagase
- Utsukushii Hitocomo Riku Kotani
- VIP como Kazutaka Yugi
  - VIP: Toge
  - VIP: Kowaku

### Doblaje

#### Live-action
- 2 Days in the Valley como Allan Hopper (Greg Cruttwell)
- Aaron Stone como S.T.A.N. (J. P. Manoux)
- Alita: Battle Angel como  Zapan (Ed Skrein)
- Batman v Superman: Dawn of Justice como Lex Luthor (Jesse Eisenberg)
- Journey to the West: Conquering the Demons como Prince Important (Show Luo)
- Kamen Rider Dragon Knight como Chris Ramirez/Kamen Rider Sting
- Liga de la justicia como Lex Luthor (Jesse Eisenberg)
- Los Juegos del Hambre como Peeta Mellark
  - Los Juegos del Hambre
  - Los Juegos del Hambre: En Llamas
  - Los Juegos del Hambre: Sinsajo - Parte 1
  - Los Juegos del Hambre: Sinsajo - Parte 2
- Pee Mak como Aey
- Shark Lake como Peter Mayes (Michael Aaron Milligan)

#### Animación
- Clifford, el gran perro rojo como T-Bone

## Música
- Como parte del grupo "Kangoku Danshi (監獄男子)", participó del opening Ai no Prison (愛のプリズン) y del ending Tsumibukaki Oretachi no Sanka (罪深き 俺たちの賛歌) de Prison School.[7][8]
- Junto con sus compañeros de elenco, participó del ending Tokyo Winter Session de la serie Itsudatte Bokura no Koi wa 10 cm Datta.[9]
- Interpretó el ending de la serie Binan Kōkō Chikyū Bōei-bu Love! titulado "I Miss You no 3 Metre", junto a Jun Fukuyama y Takuma Terashima

### Kamigami no Asobi
- Interpretó el opening TILL THE END y el ending REASON FOR..., en compañía de Miyu Irino, Daisuke Ono, Yūto Uemura, Toshiyuki Toyonaga y Yoshimasa Hosoya
- Junto con Yoshimasa Hosoya ha participado del CD Kamigami no Asobi InFinite Kamikyoku Duet Balder & Loki, el cual ha llegado al puesto 58 de ventas de los rankings japoneses.

## Discografía

### EPs
- Hare no Hi (ハレノヒ?) (2009)
- Hareiro (ハレイロ?) (2013)
- Hareyon (ハレヨン?) (2014)
- Haregou (ハレゴウ?) (2015)
- Hareroku (ハレロク?) (2015)

### Álbumes
- Harezora (ハレゾラ?) (2011)

### Sencillos
- "For Myself" (2010)
- "Nijiiro Chōchō" (虹色蝶々?) (2011)
- "Such a Beautiful Affair" (2012)
- "START AGAIN" (2014)
- "Danger Heaven?" (2016)